# 希斯拉維奇區
54°11′N 32°09′E / 54.183°N 32.150°E
希斯拉維奇區（俄语：Хиславичский райо́н）是俄羅斯的一個區，位於該國西部，由斯摩棱斯克州負責管轄，面積1,161平方公里，2010年人口9,070，人口密度每平方公里7.81人。